# NGC 629
NGC 629 је група звезда у сазвежђу Касиопеја која се налази на NGC листи објеката дубоког неба.
Деклинација објекта је + 72° 52' 6" а ректасцензија 1h 39m 2,1s. Привидна величина (магнитуда) објекта NGC 629 износи 9,1.